# الاعشار (القبيطة)

تعديل مصدري - تعديل

الاعشار هي إحدى قرى عزلة كرش بمديرية القبيطة التابعة لمحافظة لحج، بلغ تعداد سكانها 89 نسمة حسب تعداد اليمن لعام 2004.